# Ciumakî, Tomakivka
Ciumakî (în ucraineană Чумаки) este localitatea de reședință a comunei Ciumakî din raionul Tomakivka, regiunea Dnipropetrovsk, Ucraina.

## Demografie
Componența lingvistică a localității Ciumakî
     Ucraineană (95,76%)
     Rusă (3,91%)
     Alte limbi (0,25%)
Conform recensământului din 2001, majoritatea populației localității Ciumakî era vorbitoare de ucraineană (95,76%), existând în minoritate și vorbitori de rusă (3,91%).